# Wolf Dieter Englert

Wolf Dieter Englert

Wolf Dieter Englert (* 4. Mai 1942 in Heilbronn) ist ein deutscher Milbenforscher. Er war Direktor des Instituts für Pflanzenschutz im Weinbau der Biologischen Bundesanstalt für Land- und Forstwirtschaft in Bernkastel-Kues, heute Julius Kühn-Institut.

## Leben
Wolf Dieter Englert studierte nach dem Abitur 1963 ein Semester Germanistik und vier Semester Zahnmedizin. 1964 wurde er Mitglied des Corps Transrhenania. Ab 1965 studierte er an der Ludwig-Maximilians-Universität München Biologie. Dort wurde er 1972 zum Dr. rer. nat. promoviert. Ab 1965 arbeitete Englert in den Semesterferien im Commonwealth Institute of Biological Control, European Station Switzerland in Delémont. Mit einem Stipendium des kanadischen Landwirtschaftsministeriums führte er dort auch 1969–1971 die praktischen Untersuchungen zu seiner Dissertation aus. 1972 wurde er Wissenschaftlicher Mitarbeiter am Institut für Pflanzenschutz im Weinbau der Biologischen Bundesanstalt für Land- und Forstwirtschaft in Bernkastel-Kues. 1985 wurde er zum Direktor und Professor des Instituts für Pflanzenschutz im Weinbau berufen. 2003 wurde er pensioniert.
Schwerpunkte seiner wissenschaftlichen Arbeiten waren die Entwicklung und Validierung von biologischen, biotechnischen und chemischen Verfahren zur Schädlingsbekämpfung im Weinbau. Insbesondere sind das Konfusionsverfahren mit Pheromonen beim Einbindigen Traubenwickler und der Schutz von Reben vor Spinnmilben durch den Einsatz von Raubmilben zu nennen.
Das Corps Marchia Brünn zu Trier verlieh ihm 1992 das Band.

## Veröffentlichungen
- Freilandversuche mit dem synthetischen Pheromon Z-9-DDA zur Verwirrung der Männchen des Einbindigen Traubenwicklers Eupoecilia ambiguella Hb. Gesunde Pflanze, 37. Jahrg. Heft 11 1985, S. 461–471.
- mit Maixner, M.: Biologische Spinnmilbenbekämpfung im Weinbau durch Schonung der Raubmilbe Typhlodromus pyri. Mitteilungen der Biologischen Bundesanstalt für Land- u. Forstwirtschaft. Berlin-Dahlem 245. 1988, S. 290–291.
- Witterung, Entwicklung der Reben, Krankheiten, Schädlinge, Nützlinge und Schädigungen im Weinbau 1985 und 1986, Parey, Berlin 1989.
- Revision der Gattung Metzneria Zeller (Lepidoptera, Gelechiidae) mit Beiträgen zur Biologie der Arten. 1972